# Nachlaufweg

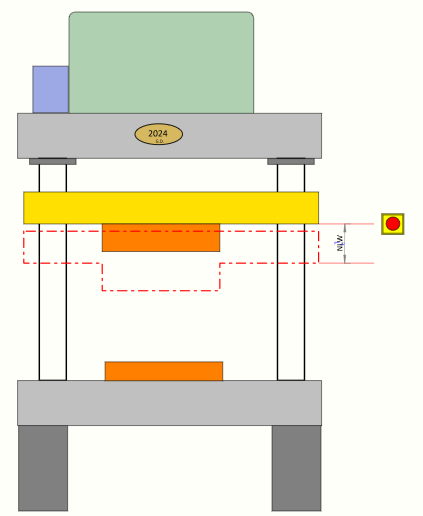
Nachlaufweg bei einer Press

Der Nachlaufweg ist der Weg, der von einem gefahrbringenden Element zurückgelegt wird – nachdem ein sicherheitsgerichteter Stopp eingeleitet wurde. Er ist damit ein Element zur Bestimmung des Risikos und findet Eingang in der Risikobeurteilung, welche meist in Europa nach EN 12100 durchgeführt wird. Der Nachlaufweg ist auch ein wesentliches Merkmal beim Einsatz einer Berührungslos wirkende Schutzeinrichtung. Bei einer hydraulischen Presse z. B. ist der Nachlaufweg der Weg, den die mobile Platte nach Auslösung eines Not-Stopps zurücklegt. Dieser Nachlaufweg kann im Falle der Presse mit einem speziellen Nachlaufwegmessgerät bestimmt werden. Der zurückgelegte Weg ist Maß für die Güte des hydraulischen Systems. Die Messung ist für hydraulische Pressen in Deutschland durch die Unfallverhütungsvorschriften und in Europa durch die DIN EN ISO 13855  vorgeschrieben, sofern sie mit menschlicher Arbeitskraft bestückt werden oder/und die Entnahme so geschieht. Die Vorschriften unterscheiden dabei zwischen Pressen, die permanent (durch automatische Einheiten) überwacht werden, und solchen die nach Ablauf einer Frist wiederholend geprüft werden müssen. Generell dient die Messung des Nachlaufwegs dem Schutz der Bediener. Die Ergebnisse müssen mit Beschreibung der Messung in einem Pressenprüfbuch eingetragen werden. Bei der Messung des Nachlaufwegs ist auch immer der schlechteste Fall derjenige, der betrachtet (dokumentiert) werden muss.
Bei anderen Systemen die z. B. mit Walzen arbeiten, wird der Nachlaufweg über Winkel- oder Wegmessung bestimmt; bei Robotersystemen über teilweise komplexe Messanordnungen.
1. ↑  Alfred Neudörfer: Konstruieren sicherheitsgerichteter Produkte. 3. Auflage. Springer, Berlin / Heidelberg 2004, ISBN 3-540-21218-3, S. 366 ff.
2. ↑  Sachgebiet Maschinen, Robotik und Fertigungsautomation
im Fachbereich Holz und Metall: Fachbereich AKTUELL - Prüfungen an BWS. In: DGUV Publikationen. DGUV BG Holz- und Metall, 22. Juli 2021, abgerufen am 18. August 2024.
3. ↑  Dipl. Ing. Thomas Kalusa: Maschinensicherheit und Nachlaufmessung. In: Herstellerseite hbb Electronic GmbH. Herstellerseite hbb Electronic GmbH, abgerufen am 18. August 2024.